# Santo Isidro de Pegões
Santo Isidro de Pegões era una freguesia portuguesa del municipio de Montijo, distrito de Setúbal.

## Historia
La freguesia, junto con las de Canha y Pegões formaba un exclave situado al este de la porción principal del municipio de Montijo, en la que asienta la capital del municipio, pero cuya superficie es mucho menor.
Santo Isidro no alcanzó la condición de freguesia hasta el 14 de octubre de 1957, formándose con terrenos que hasta entonces pertenecían a las de Canha y Marateca, esta última del municipio de Palmela. 
Fue suprimida el 28 de enero  de 2013, en aplicación de una resolución de la Asamblea de la República portuguesa promulgada el 16 de enero de 2013 al pasar a formar parte de la freguesia de Pegões.